# Granja de James Barrett
La granja de James Barrett es una granja histórica de Condord, Massachusetts.
La granja se construyó en 1705 como parte del Registro Nacional de Lugares Históricos en 1973, pero fue abandonada y restaurada ocho años después por la organización Save Our Heritage, garantizado por el Departamento del Interior de los Estados Unidos.
La granja era propiedad del coronel James Barrett, y fue el almacén de la pólvora, las armas y dos pares de cañones de oro de la milicia de Concord.
En la mañana del 19 de abril de 1775, los Regulares británicos, ordenados por el general Thomas Gage para marchar de Boston a Concord sobre unas 20 millas con la misión de llegar a la granja, tras mostrar resistencia en la batalla de Lexington y Concord, se encontraron con que el almacén estaba vacío, y nunca pudieron encontrar lo que albergaba en su interior.
En marzo de 2009, la granja se incluyó dentro del Minute Man National Historical Park. En agosto de 2012, el Servicio de Parques Nacionales obtuvo bajo su propiedad la granja de Barrett y unos 3.4 acres. En octubre de ese mismo año, el Minute Man National Historical Park y la organización Save Our Heritage celebraron un acuerdo para restaurar y trasladar la propiedad de la graja al Minute Man Park. La congresista Niki Tsongas intervino en el acuerdo y ayudó a realizarlo.